# Khadga
La dinastia Khadga fou una dinastia hindú que va governar Vanga i Samatata (parts de Bengala) als segles vii i viii (vers 625 a 710).
La informació deriva principalment de dos plats de coure amb inscripcions descoberts a Ashrafpur (prop de Dacca), algunes monedes, i els relats del viatger xinès Sheng-che (del segle VII). La segona de les inscripcions esmentades parla d'una donació del rei Udirnakhadga. La darrera part del seu nom indicaria que probablement va pertànyer a la dinastia Khadga però el període del seu regnat no s'ha determinat encara. Els reis Khadga foren probablement governants natius de la regió però no se sap l'extensió del seu domini. Una de les dues inscripcions esmenta Talapataka i Dattakataka, que podrien ser les poblacions de Talpara i Datgaon de la upazila de Raipura a Narsingdi. A la meitat del segle VII els Rata es van fer independents de la dinastia Khadga i van fundar una dinastia paral·lela a Samatata.

## Reis
- Khadgodyama (625-640), fundador de la dinastia
- Jatakhadga (640-658)
- Devakhadga (658-673)
- Rajabhata (673-690)
- Balabhata (690-705)
- Udirnakhadga ?